# Magnolia doltsopa
Magnolia doltsopa är en magnoliaväxtart som först beskrevs av Buch.-ham. och Dc., och fick sitt nu gällande namn av Richard B. Figlar. Magnolia doltsopa ingår i släktet Magnolia och familjen magnoliaväxter. Inga underarter finns listade i Catalogue of Life.

## Bildgalleri

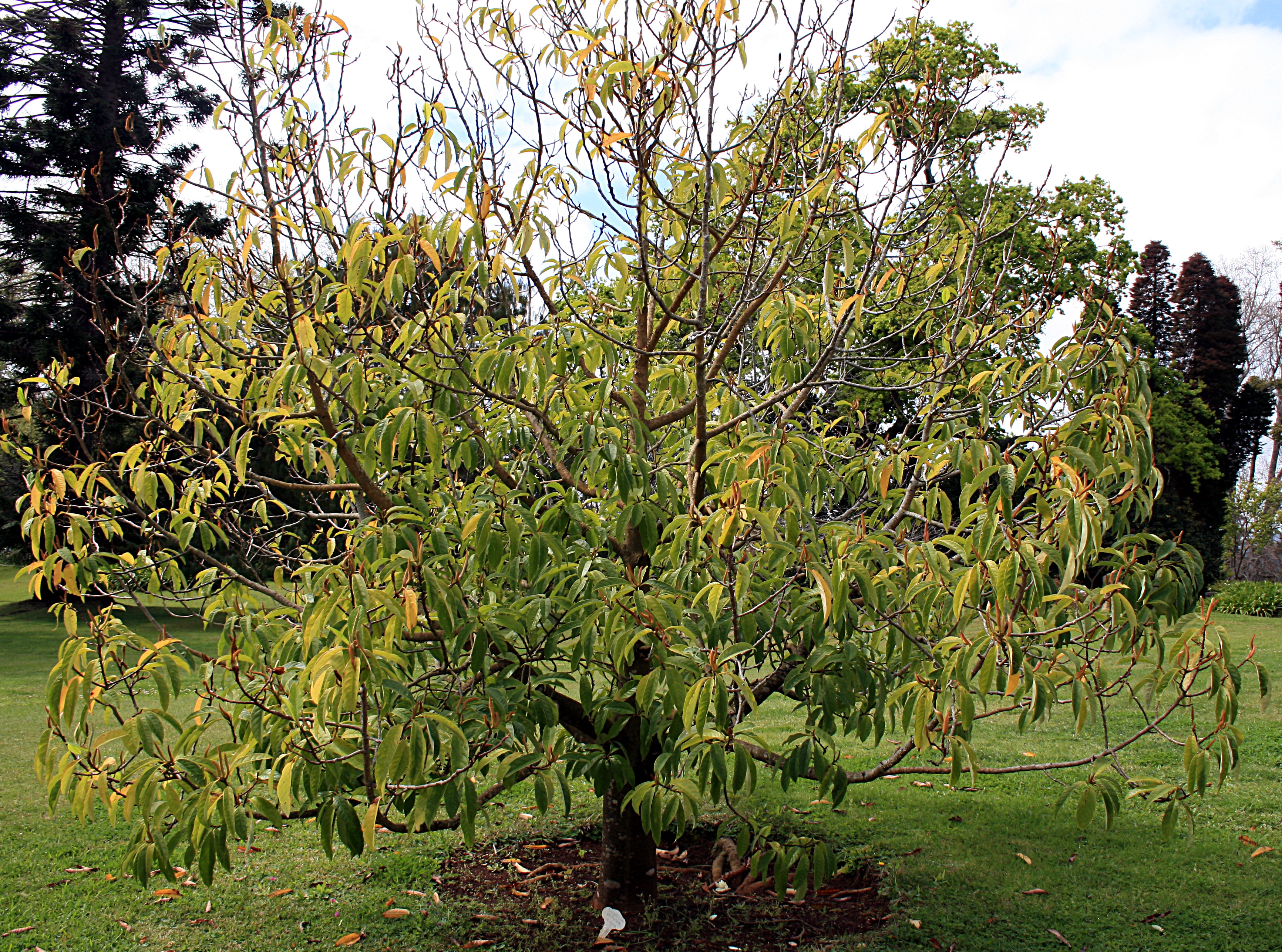
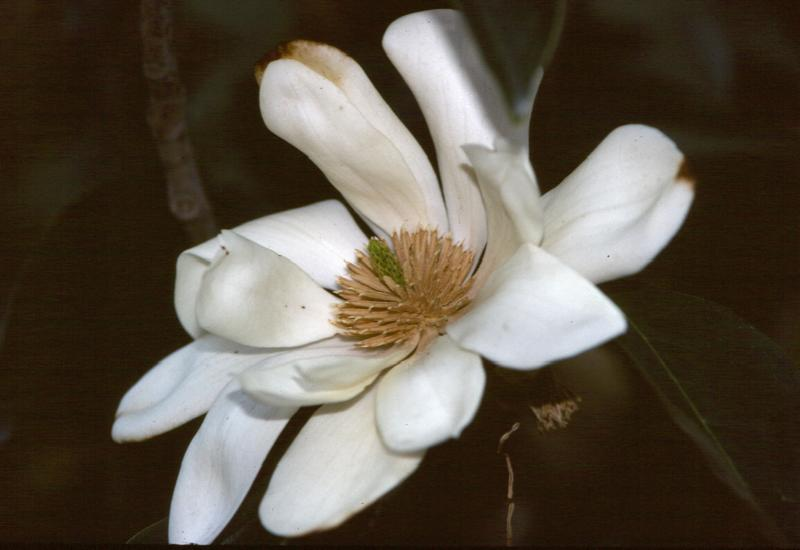
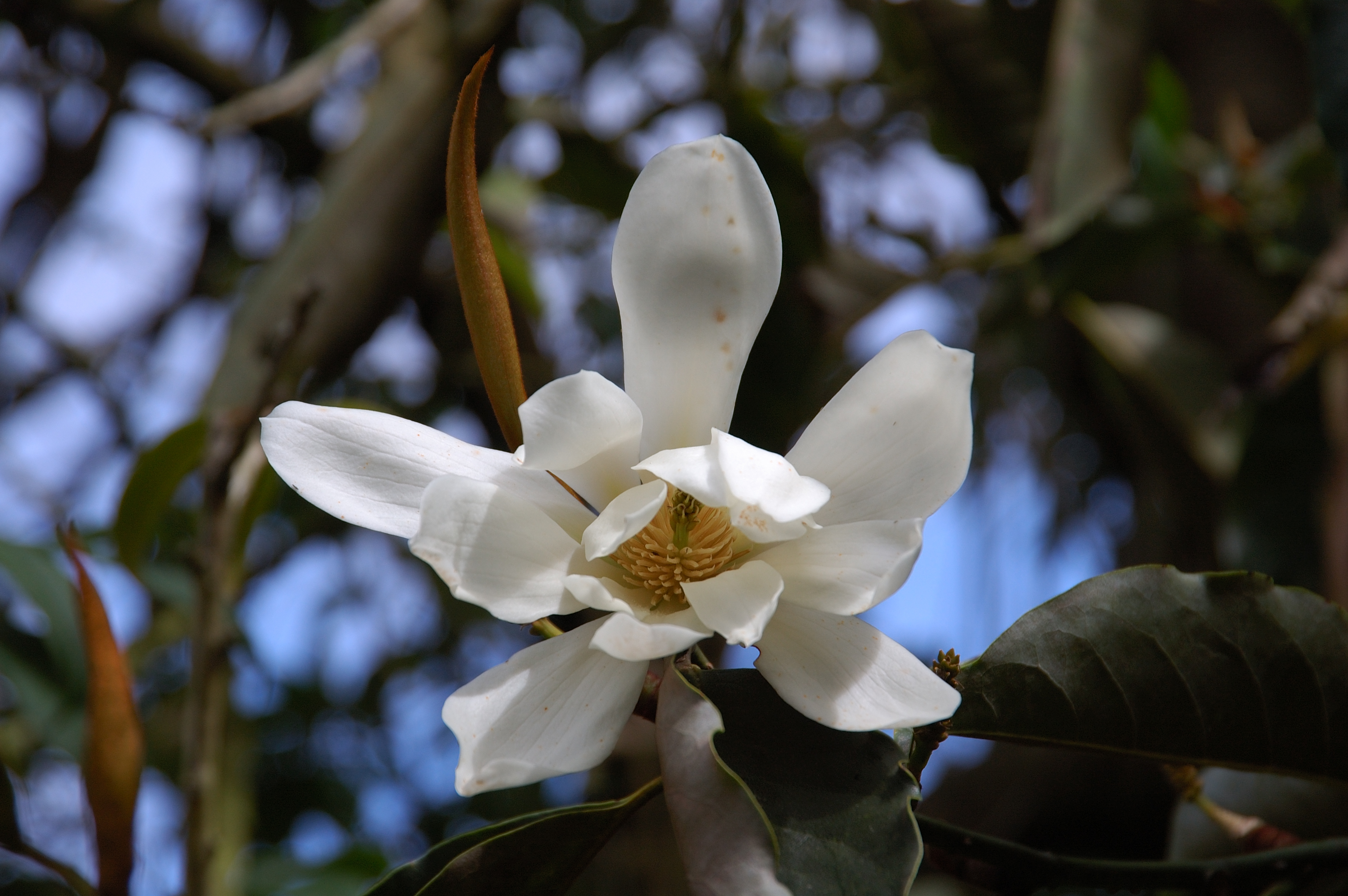
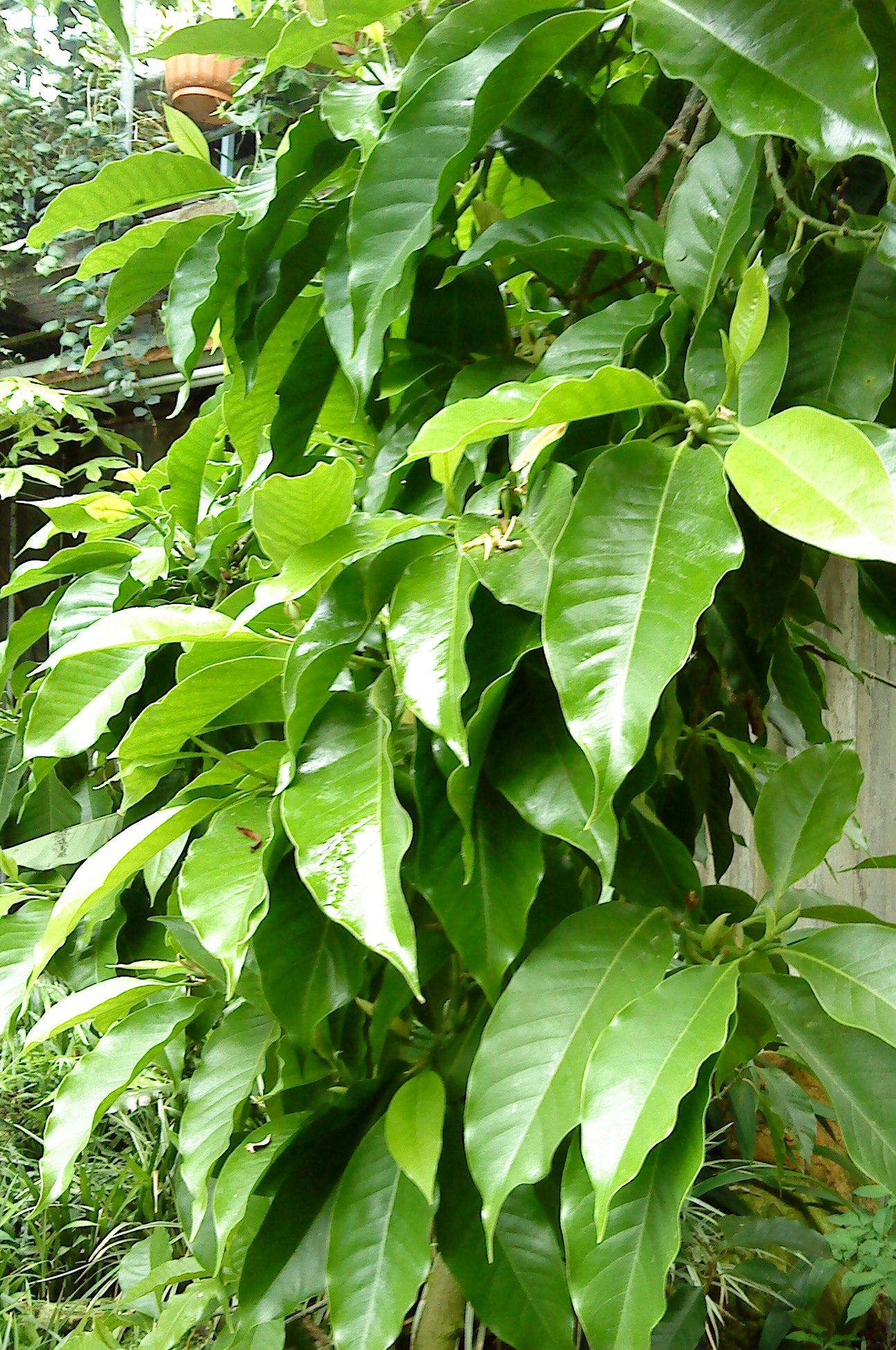
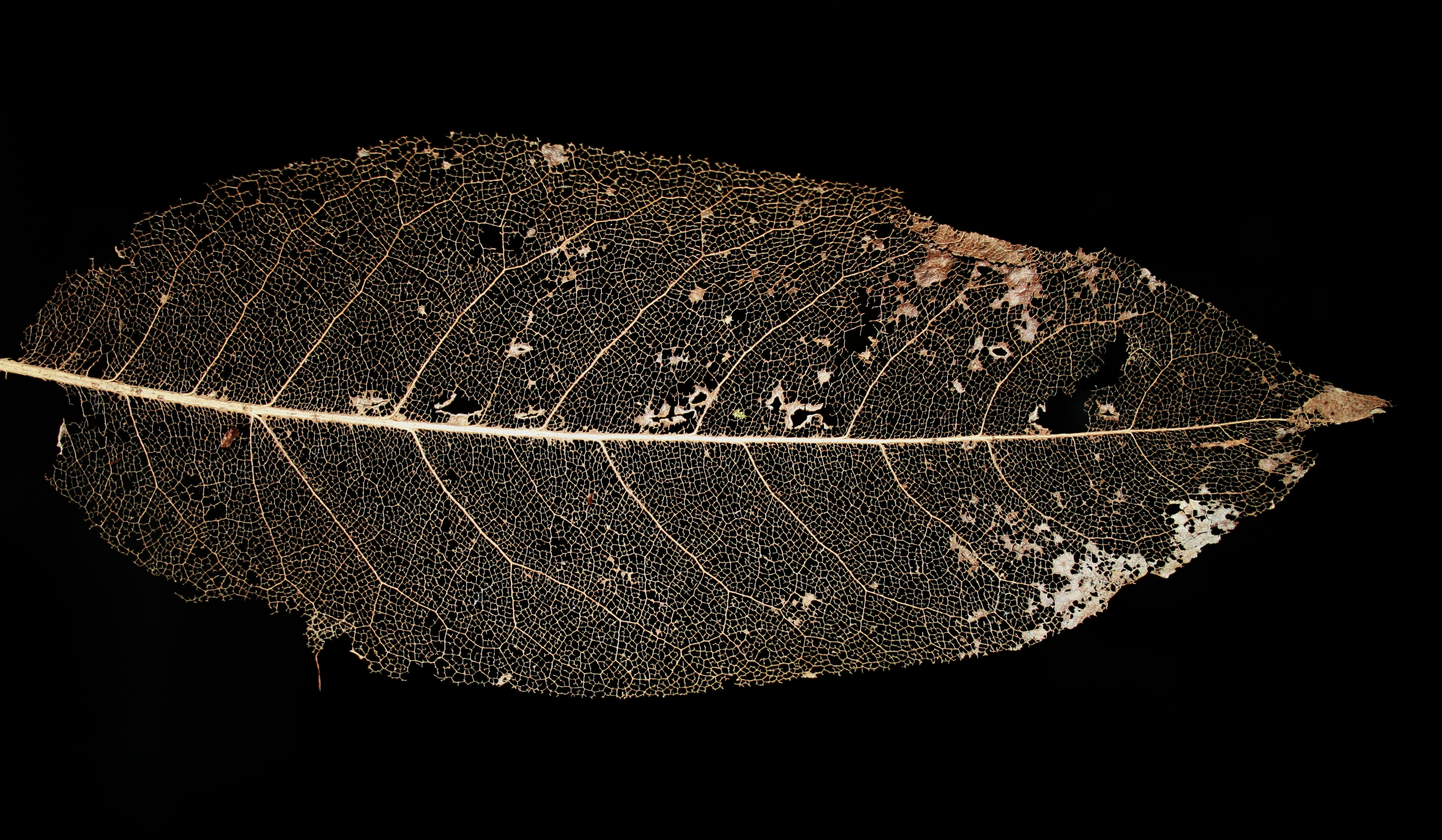
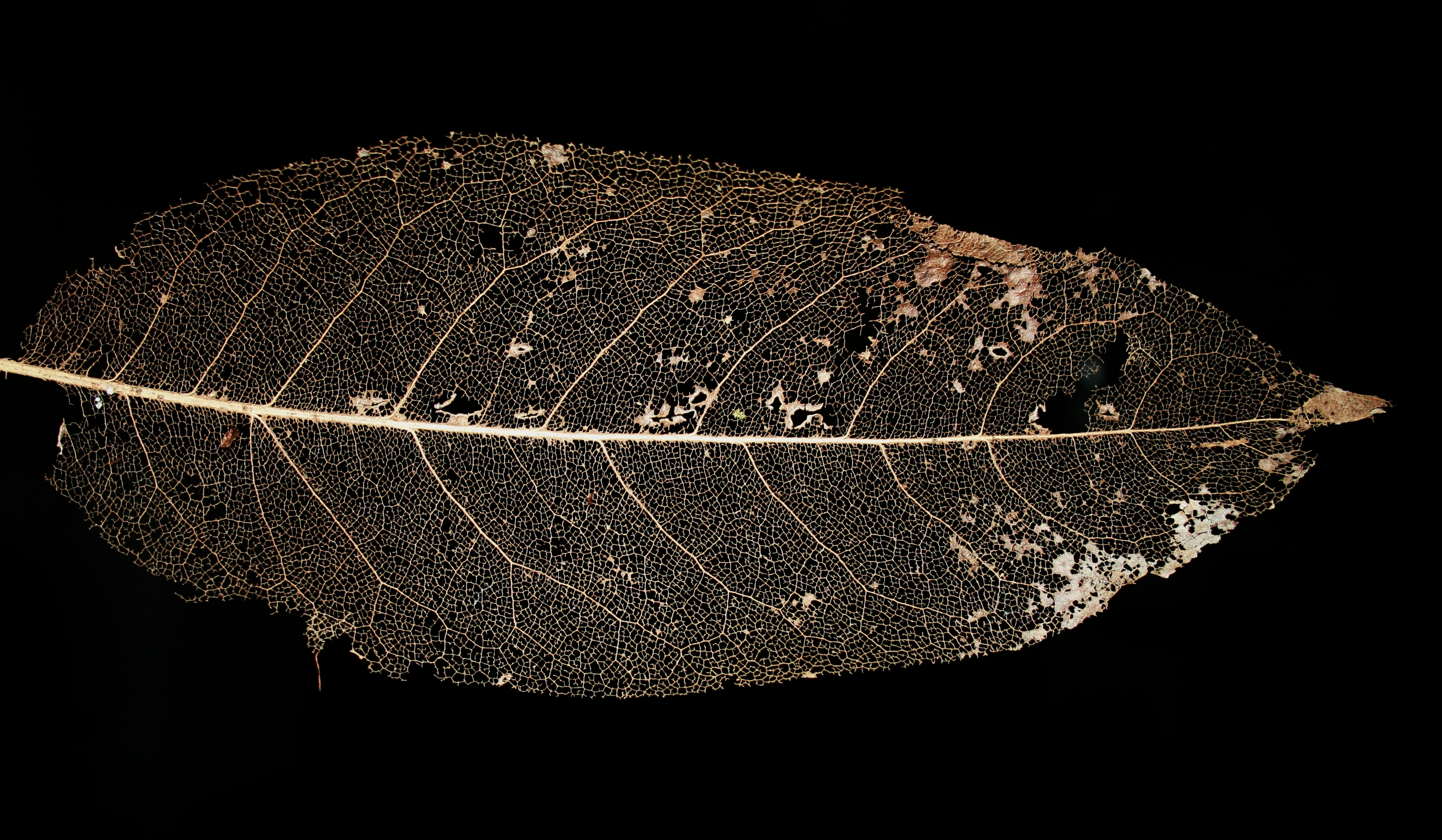